# Mosia de Nthabiseng
Nthabiseng Mosia est une entrepreneure sud-africaine d'origine ghanéenne et cofondatrice de la société d'énergie solaire Easy Solar basée en Sierra Leone.

## Jeunesse et éducation
Née au Ghana, Mosia grandit en Afrique du Sud, où sa famille s’est installée alors qu’elle est encore enfant. Durant son adolescence, elle est confrontée à des coupures d’électricité récurrentes causées par un réseau énergétique instable. Cette expérience suscite chez elle un intérêt profond pour les questions liées à l’énergie et à l’accès aux infrastructures de base,. Mosia obtient une licence en sciences commerciales, finance et économie, à l'université du Cap, avec mention très bien. Elle travaille ensuite comme consultante en management en Afrique,,. 
En 2016, elle obtient un master axé sur le financement et la politique des énergies propres à la School of International and Public Affairs de l'université Columbia, où elle fait la rencontre des autres cofondateurs d'Easy Solar, Eric Silverman et Alexandre Tourre,,,.

## Carrière
Les cofondateurs d’Easy Solar, parmi lesquels Mosia, ont eu l'idée de fournir une électricité fiable et abordable aux foyers mal desservis par le réseau en Afrique de l'Ouest, pendant leurs études supérieures. Ensemble, ils ont remporté des financements importants pour le projet grâce à des concours et des hackathons organisés aux États-Unis, comme le D-Prize en 2015 et le Columbia Venture Competition en 2016. Ce financement initial a permis à Mosia et à ses collègues de mener une enquête sur la disponibilité énergétique auprès de 1 500 foyers sierra-léonais.
Fondée en 2016, Easy Solar, connue à l’international sous le nom d’Azimuth, est une initiative commerciale née du besoin urgent d’améliorer l’accès à l’énergie en Sierra Leone. L’entreprise s’est donnée pour mission de diffuser des équipements solaires de haute qualité, tels que des lanternes et des systèmes domestiques, dans les régions sous-approvisionnées du pays,. La société propose des initiatives financières, telles que la location-vente, sur une base de paiement à l'utilisation pour aider les ménages les plus pauvres à s'offrir leurs propres panneaux solaires,,.
En Sierra Leone, les études montrent qu’à peine un foyer rural sur cent dispose d’un accès à l’électricité. C’est dans ce contexte que la société Easy Solar a vu le jour, avec pour ambition de combler ce déficit énergétique. Depuis sa création, l’entreprise affirme avoir fourni de l’électricité à plus de 30 000 foyers à travers le pays,,. L'entreprise prévoit d'étendre prochainement ses activités au Libéria et à la Guinée voisins,.

## Distinctions
- 2021 : Bloomberg New Economy Catalyst[12]
- 2020 : Prix Forbes Woman Africa Gen Y.[13]
- 2019 : Entrepreneur social de l'année par le Forum économique mondial et la Fondation Schwab[14]
- 2019 : Forbes Africa 30 Under 30 (catégorie Tech)[15]
- 2018 : Les 30 jeunes entrepreneurs les plus prometteurs d'Afrique selon Forbes[16].
- 2018 : 30 pionniers africains par Quartz[17]
- 2017 : 100 jeunes les plus influents d'Afrique du Sud par Avance Media[18].
- 2017 : 200 meilleurs jeunes Sud-Africains par Mail & Guardian[19].